# Juridiction unifiée du brevet
La juridiction unifiée du brevet est une juridiction internationale issue d'un accord entré en vigueur en février 2013 et signé par vingt-cinq États membres de l'Union européenne. L'accord l'ayant créé a été ratifié conformément aux dispositions prévues par le traité, la Cour peut connaître depuis le 1er juin 2023 des affaires concernant la contrefaçon et la validité des brevets européens en vigueur dans les États participants à la coopération renforcée, laquelle réunit dix-sept pays au jour de l'entrée en fonctionnement.
L'accord relatif à une juridiction unifiée du brevet a été signé par vingt-cinq États membres (tous, sauf la Croatie, qui a adhéré à l'Union après la signature de l'accord, l'Espagne et la Pologne). La Cour vise à supprimer les difficultés liées au lancement d'actions en contrefaçon de brevets européens séparément, dans chaque État. La juridiction se compose d'une Cour de première instance, d'une juridiction d'appel et d'un greffe commun. La Cour de première instance consiste en une division centrale avec un siège à Paris et des sections à Munich et à Milan ainsi que des divisions régionales et locales.

## Contexte
Un brevet européen est délivré par l'Office européen des brevets dans le cadre de la Convention sur le brevet européen. Trente-neuf États (dont les États membres de l'Union européenne) adhèrent à cette Convention. Après la délivrance, un brevet européen devient « un paquet de brevets nationaux » (soumis, dans certains pays, à une exigence de traduction dans la langue officielle de ce pays) dans tous les États de manière distincte. Les frais de renouvellement sont aussi, par la suite, dus dans chaque État.
Avant l'entrée en fonctionnement de la cour unifiée, la procédure d'infraction dans un pays n'a pas d'effet sur les autres, ce qui conduit parfois à des procédures multiples portant sur le même brevet européen dans l'ensemble des États. Ces procédures ne produisent parfois pas les mêmes résultats. Pour renforcer la portée du brevet européen, réduire les coûts de traduction et les frais de procédure, l'Union européenne a adopté une norme concernant les brevets européens à effet unitaire dits brevets unitaires. L'enregistrement de l'effet unitaire est organisé par l'office européen des brevets. Son maintien est tributaire du paiement unique des frais de renouvellement pour l'ensemble des territoires des États participants. L'Espagne et l'Italie firent objections aux exigences de traduction (n'apparaissent que les langues de la Convention sur le brevet européen, c'est-à-dire l'allemand, l'anglais et le français), qui a donc été adopté sous la forme d'une coopération renforcée entre les États membres de l'Union. La protection des brevets unitaires requiert aussi un système contentieux uniformisé, assuré par la juridiction unifiée du brevet, constituée à la suite de la signature de l'accord relatif à une juridiction unifiée du brevet le 19 février 2013. L'accord remplace et incorpore aussi certaines dispositions de la proposition d'accord sur le règlement des litiges en matière de brevets européens.

## Juridiction

### Droit applicable
L'article 24 de l'accord dispose que les sources du droit applicables par la juridiction sont :
- le droit de l'Union européenne, dont les deux règlement sur le brevet unitaire,
- l'accord relatif à une juridiction unifiée du brevet,
- la Convention sur le brevet européen,
- les autres accords internationaux applicables aux brevets et liant les États membres, et
- les droits nationaux impliqués.

Pour déterminer le droit national applicable, les règlements concernant le droit international privé – dont le régime de Bruxelles forme la pierre angulaire – qui font partie du droit de l'Union européenne et les accords multilatéraux sont pertinents.

### Compétences
La juridiction unifiée a compétence pour connaître des affaires concernant les brevets européens à effet unitaire (brevets européens pour lesquels l'effet unitaire est enregistré par l'Office européen des brevets) ainsi que les autres brevets européens enregistrés dans les pays où l'accord est applicable. Dans ce dernier cas, durant une période de transition de sept ans, les affaires peuvent être déposées devant les juridictions nationales et les propriétaires des brevets peuvent choisir de ne pas faire appel à la Juridiction unifiée du brevet. Les décisions seront alors valables sur tout le territoire de l’État où le brevet s'applique. Ces affaires peuvent concerner les contrefaçons, révocations, déclaration de non-contrefaçon et établissement des dommages et intérêts. La procédure inclut une demande reconventionnelle pour la partie adverse. La compétence inclut les certificats de protection supplémentaires.
L'Office européen des brevets conserve la procédure d'opposition qui permet de maintenir ou de révoquer un brevet après la délivrance. Les décisions de l'Office européen des brevets sont valables dans les territoires où le brevet européen est valide, c'est-à-dire dans trente-neuf États. De plus, les États peuvent toujours octroyer des brevets indépendamment de l'Office européen des brevets. Ces derniers brevets sont hors de compétence de la juridiction unifiée.

## Organisation

### Fonctionnement
Le système inclut des juges légalement qualifiés et des juges techniquement qualifiés qui siègent par trois à la Cour de première instance, ou par cinq à la Cour d'appel. Les divisions locales ont la possibilité de demander (sur leur proposition, ou à la demande de l'une des parties) d'avoir un juge techniquement qualifié supplémentaire.
| Type de division            | Cour              | Nombre de juges | Nationaux de la division | Juges légalement qualifiés | Juges techniquement qualifiés |
| --------------------------- | ----------------- | --------------- | ------------------------ | -------------------------- | ----------------------------- |
| Centrale                    | Première instance | 3               |                          | 2                          | 1                             |
| Locale (moins de 50 cas/an) | Première instance | 3 (4)           | 1                        | 3                          | 0 (1)                         |
| Locale (plus de 50 cas/an)  | Première instance | 3 (4)           | 2                        | 3                          | 0 (1)                         |
| Cour d'appel                | Appel             | 5               |                          | 3                          | 2                             |
| 1. 2.                       |                   |                 |                          |                            |                               |

Les procédures ont lieu dans la langue locale de la division et, dans la division centrale, dans la langue dans laquelle le brevet a été octroyé (allemand, anglais et français). La Cour d'appel utilise la langue qui a été utilisée par la Cour de première instance.

### Comités
Trois comités ont été constitués pour assurer la mise en œuvre et le fonctionnement effectifs du présent accord : le comité administratif, le comité budgétaire et le comité consultatif.
Un comité préparatoire a été établi permettant l'entrée en vigueur lorsque le nombre requis de ratifications sera atteint. Le comité est présidé par Paul van Beukering et a tenu sa première réunion en mars 2013.

### Localisation

Carte des cours et lieux d'arbitrage.

La Cour de première instance dispose d'une division centrale à son siège de Paris et des sections thématiques à Londres (spécialisée dans les affaires liées à la chimie, dont la pharmacie c'est-à-dire le titre C de la Classification internationale des brevets (CIB), et les nécessités courantes de la vie, c'est-à-dire le titre A de la CIB) et Munich (spécialisée dans les affaires d'ingénierie mécanique, c'est-à-dire la classification F de la CIB), chacune devant prendre – selon les prévisions – environ 30 % de la charge des affaires,,. 
La Cour d'appel et le greffe sont situés à Luxembourg.
La préparation des juges se fait à Budapest, tandis que les Centres d'arbitrages et de médiation en matière de brevet sont situés à Lisbonne et Ljubljana. Le centre de préparation des juges et des juges candidats a officiellement ouvert le 13 mars 2014.

#### Divisions régionales et locales
Les États participants peuvent mettre en place une ou plusieurs (dès lors que les conditions liées à la charge des affaires sont remplies) divisions locales de la Cour de première instance. Les États peuvent aussi créer des divisions régionales qui constitueront des divisions locales. L'accord ne spécifie pas quels pays pourront mettre en place des divisions régionales et locales.
La plupart des divisions locales et régionales existantes ne sont pas connues.[Passage à actualiser] Les divisions connues sont les suivantes :
| Type      | État(s)                            | Lieu       | Langue(s)                                | Référence |
| --------- | ---------------------------------- | ---------- | ---------------------------------------- | --------- |
| Locale    | Belgique                           | Bruxelles  | Allemand, anglais, français, néerlandais | [ 11 ]    |
| Locale    | Danemark                           | Copenhague | Anglais, danois                          | [ 12 ]    |
| Régionale | Estonie, Lettonie, Lituanie, Suède | Stockholm  | Anglais                                  | [ 13 ]    |
| Locale    | France                             | Paris      |                                          | [ 14 ]    |
| Locale    | Allemagne                          | Düsseldorf |                                          | ,         |
| Locale    | Allemagne                          | Hambourg   |                                          | ,         |
| Locale    | Allemagne                          | Mannheim   |                                          | ,         |
| Centrale  | Allemagne                          | Munich     |                                          | ,         |
| Locale    | Allemagne                          | Munich     |                                          | ,         |
| Locale    | Italie                             | Milan      |                                          | [ 10 ]    |

## Contestation juridique
L'Espagne et l'Italie introduisirent deux plaintes devant la Cour de justice de l'Union européenne (affaires C-272/11 et C-295/11) en mai 2011, considérant que, dans la juridiction unifiée des brevets, l'introduction d'un système trilingue (allemand, anglais, français) pour le brevet unitaire, considéré discriminatoire vis-à-vis de leur langue, ne serait pas conforme aux traités de l'Union du fait d'un phénomène de distorsions de concurrence, causant un mauvais usage des pouvoirs du Conseil et un fonctionnement au détriment du marché unique,. Le 16 avril 2013, la CJUE rejeta les deux plaintes,.
En mars 2013, l'Espagne déposa deux nouvelles plaintes (les affaires C-146/13 et C-147/13) contre les deux règlements sur le brevet unitaire, considérant qu'il s'agissait d'une mauvaise application de la jurisprudence Meroni dans la délégation des tâches administratives à l'Office européen des brevets, car il établit et distribue les frais de renouvellement et n'est pas soumis à une supervision nécessaire de l'Union. Ces affaires auraient pu ralentir l'établissement de la juridiction et du brevet unitaire. Toutefois, la CJUE rejeta les deux affaires le 5 mai 2015,.